# Кульбацкий, Валентин Валентинович
Валентин Валентинович Кульбацкий (род. 5 сентября 1974) — украинский и российский легкоатлет, специалист по бегу на короткие дистанции. Выступал на профессиональном уровне в 1993—2000 годах, чемпион Украины в беге на 400 метров, победитель и призёр первенств всероссийского значения, участник ряда крупных международных стартов, в том числе чемпионата мира в Севилье. На всероссийских стартах представлял Москву.

## Биография
Валентин Кульбацкий родился 5 сентября 1974 года.
Первого серьёзного успеха на международном уровне добился в сезоне 1993 года, когда вошёл в состав украинской сборной и выступил на юниорском европейском первенстве в Сан-Себастьяне, где завоевал бронзовые награды в беге на 400 метров и в эстафете 4 × 100 метров.
Будучи студентом, в 1995 году представлял Украину на Всемирной Универсиаде в Фукуоке — здесь в финале 400-метровой дисциплины финишировал четвёртым.
В 1996 году в беге на 400 метров одержал победу на международном турнире Maebashi Green Dome Games в Маэбаси, стал пятым на турнире «Русская зима» в Москве, четвёртым на Кубке Европы в Мадриде, превзошёл всех соперников на чемпионате Украины в Киеве и на международном турнире Lisbon Santo Antonio в Лиссабоне.
В 1997 году на той же дистанции выиграл зимний чемпионат Украины в Запорожье, выступил на чемпионате мира в помещении в Париже.
В 1998 году сменил спортивное гражданство, начал выступать за Москву на различных всероссийских стартах, вошёл в состав российской национальной сборной. Проходил подготовку под руководством заслуженного тренера СССР и России Якова Исааковича Ельянова.
В 1999 году в беге на 400 метров выиграл чемпионат Москвы, получил серебро на чемпионате России в Туле. Благодаря череде удачных выступлений удостоился права представлять российскую сборную на чемпионате мира в Севилье — вместе с соотечественниками Дмитрием Головастовым, Даниилом Шекиным и Андреем Семёновым занял в финале эстафеты 4 × 400 метров пятое место.
В 2000 году в беге на 300 метров победил на Рождественском кубке в Москве. По окончании сезона завершил спортивную карьеру.